# Plazas de soberanía
Plazas de soberanía (phát âm tiếng Tây Ban Nha: [ˈplaθaz ðe soβeɾaˈni.a], nghĩa là "những nơi có chủ quyền") từng được gọi là "África Septentrional Española" (Bắc Phi thuộc Tây Ban Nha) là những lãnh thổ thuộc Tây Ban Nha nằm ở Bắc Phi ven bờ biển Địa Trung Hải, giáp với Maroc, ngoại trừ hai thành phố tự trị Ceuta và Melilla.
Từ thời kỳ Tái chiếm, quân đội Tây Ban Nha đã chinh phục và duy trì nhiều căn cứ quân sự ở Bắc Phi để phòng thủ trước khu vực này. Rất nhiều lãnh thổ trong quá khứ trong đó có Oran, người Tây Ban Nha đã đánh mất chủ quyền. Ngày nay, các phần lãnh thổ còn sót lại vẫn thuộc sự quản lý của Tây Ban Nha, và được người Tây Ban Nha xác định như một nhiệm vụ quan trọng.

## Lịch sử
Trong thời kỳ Tái chiếm và chủ yếu sau cuộc chinh phục Granada năm 1492, quân của vương quốc Castilla và Bồ Đào Nha đã chinh phục và duy trì nhiều thương điếm ở Bắc Phi để buôn bán và phòng thủ chống lại nạn cướp biển Barbary.
Vào tháng 8 năm 1415, người Bồ Đào Nha chinh phục thành phố Ceuta. Năm 1481, sắc lệnh Aeterni regis của giáo hoàng đã chỉ định toàn bộ đất đai phía nam Quần đảo Canary thuộc về Bồ Đào Nha. Chỉ có quần đảo này và các lãnh thổ Santa Cruz de la Mar Pequeña (1476–1524), Melilla (do Pedro de Estopiñán chinh phục năm 1497), Villa Cisneros (thành lập năm 1502 ở Tây Sahara hiện nay), Mazalquivir (1505), Đá Vélez de la Gomera (1508), Oran (1509–1708; 1732–1792), Algiers (1510–1529), Bugia (1510–1554), Tripoli (1511–1551) và Tunis (1535–1569) vẫn là lãnh thổ của Tây Ban Nha ở Châu Phi. Về sau, sau khi Bồ Đào Nha giành được độc lập thoát khỏi Liên minh Iberia do Tây Ban Nha lãnh đạo, Ceuta đã được Bồ Đào Nha nhượng lại cho Tây Ban Nha vào năm 1668.
Năm 1848, quân đội Tây Ban Nha đã chiếm quần đảo Chafarinas. Vào cuối thế kỷ 19, sau Cuộc tranh giành châu Phi, các quốc gia châu Âu đã xác lập quyền thống trị thuộc địa hầu hết lục địa châu Phi. Hiệp ước Fez (ký ngày 30 tháng 3 năm 1912) đã biến hầu hết Maroc thành một vùng bảo hộ của Pháp, trong khi Tây Ban Nha đảm nhận vai trò bảo hộ đối với phần phía bắc, được gọi là Maroc thuộc Tây Ban Nha.
Khi Tây Ban Nha từ bỏ chế độ bảo hộ và công nhận nền độc lập của Maroc vào năm 1956, họ đã không từ bỏ những vùng lãnh thổ nhỏ này vì Tây Ban Nha đã nắm giữ chúng từ lâu trước khi có sự thành lập chế độ bảo hộ.
Vào ngày 11 tháng 7 năm 2002, Maroc đã đưa 6 hiến binh lên Đảo Perejil nhưng Tây Ban Nha phản đối. Lực lượng vũ trang Tây Ban Nha đã phản ứng bằng cách phát động một chiến dịch quân sự có mật danh là Chiến dịch Romeo-Sierra. Chiến dịch này được thực hiện bởi lực lượng biệt kích Tây Ban Nha thuộc Grupo de Operaciones Especiales. Hải quân Tây Ban Nha và Không quân Tây Ban Nha đã hỗ trợ chiến dịch; 6 hiến binh hải quân Maroc đã không kháng cự và bị bắt giữ rồi bị trục xuất khỏi hòn đảo. Sau đó, quân Tây Ban Nha cũng rút khỏi đảo.
Vào ngày 3 tháng 1 năm 2020, 42 người di cư đã đến Quần đảo Chafarinas; Cảnh sát Dân sự Tây Ban Nha đã ra lệnh trục xuất họ ngay lập tức mà không tuân theo thủ tục pháp lý. Tổ chức phi chính phủ Tây Ban Nha 'Walking Border' đã lên án hành vi này là hành vi vi phạm luật pháp quốc tế.

## Tình trạng chính trị hiện tại
Về mặt lịch sử, các địa điểm chủ quyền của Tây Ban Nha ở Bắc Phi (không bao gồm vùng bảo hộ) được gọi là Plazas de Soberanía de España en Africa (Các lãnh thổ chủ quyền của Tây Ban Nha ở Châu Phi); hay ngắn gọn là Plazas de Soberanía, trong cách phân chia cũ chung bao gồm 5 lãnh thổ: Ceuta, Melilla, quần đảo Chafarinas, quần đảo Alhucemas, và Đá Vélez de la Gomera; được chia thành hai loại:
Plazas mayores (địa điểm lớn): đó là Ceuta và Melilla, được chuyển đổi vào năm 1995 theo Hiến pháp thành các thành phố tự trị, có địa vị tương tự như một cộng đồng tự trị, với cấp quyền lực cao hơn quyền lực của một đô thị, vì họ có thể ban hành các quy định hành pháp, nhưng thấp hơn hơn so với khu tự quản của một cộng đồng tự trị, vì bản thân họ không có phòng lập pháp. Hiện tại, thuật ngữ Plazas de soberanía chưa bao giờ được dùng để chỉ hai thành phố tự trị này.
Plazas menores (địa điểm nhỏ): chúng là những hòn đảo nhỏ nằm ngoài khơi bờ biển phía bắc châu Phi, không có dân thường nhưng có quân nhân thường trực. Do quy mô lãnh thổ nhỏ, tất cả đều được Chính phủ Tây Ban Nha trực tiếp quản lý từ Madrid và là trường hợp duy nhất ở quốc gia này vì không giống như các đảo nhỏ khác (chẳng hạn như Alborán, thuộc tỉnh Almería, hay Tabarca, thuộc tỉnh Alicante), những lãnh thổ này không thuộc về các thành phố tự trị cũng như bất kỳ cộng đồng nào, đó là lý do tại sao chúng được cấp một địa vị đặc biệt.
Bản dự thảo đầu tiên về quy chế tự trị của Ceuta và Melilla ra đời năm 1986 đã chia lãnh thổ còn lại ở Bắc Phi cho hai thành phố quản lý, dẫn đến Đá Vélez de la Gomera trao cho Ceuta và các đảo Chafarinas và Alhucemas cho Melilla. Những bổ sung này đã bị bỏ qua trong bản dự thảo cuối cùng của các tài liệu này. Cũng cần lưu ý rằng vì chúng là một phần lãnh thổ của Tây Ban Nha nên chúng cũng là một phần của Liên minh Châu Âu. Đảo Alborán cũng từng bị phân loại nhầm là Plazas de soberanía, vì nó là một phần của khu vực đô thị Almería thuộc vùng Andalucia.
Những lãnh thổ này đã bị người Rifi tấn công trong Chiến tranh Rif, và khi bắt đầu cuộc nổi dậy vào ngày 17 và 18 tháng 7 năm 1936, các lãnh thổ này nằm trong tay phe nổi dậy ngay từ ban đầu. Khi Tây Ban Nha chấm dứt chế độ bảo hộ và công nhận nền độc lập của Maroc vào năm 1956, địa vị chủ quyền của họ trên các lãnh thổ này không bị ảnh hưởng vì các lãnh thổ này chưa bao giờ là một phần của Maroc.
Trẻ em sinh ra ở các vùng lãnh thổ này, dù là theo Thiên Chúa hay đạo Hồi đều là công dân Tây Ban Nha.

## Yêu sách chủ quyền của Maroc
Tuyên bố chủ quyền lịch sử các lãnh thổ này của người Maroc thuộc phong trào phục hồi lãnh thổ của những người theo tư tưởng Đại Maroc là một trong những chủ đề thường xuyên trong quan hệ Tây Ban Nha-Morocco. Tây Ban Nha chưa bao giờ đàm phán về vấn đề chủ quyền Plazas de soberanía, vì họ xem chúng là một phần không thể tách rời của lãnh thổ Tây Ban Nha. Tuy nhiên, Maroc lại tuyên bố mình có tranh chấp lãnh thổ với Tây Ban Nha.
Vào tháng 7 năm 2002, trong thời gian quân đội Maroc chiếm đóng đảo Perejil, Tây Ban Nha đã triển khai Chiến dịch Romeo-Sierra để đánh đuổi quân đội Maroc. Tuy nhiên, hiện tại đây là lãnh thổ tranh chấp giữa Tây Ban Nha và Maroc, không có sự hiện diện quân sự hay bất kỳ biểu tượng chủ quyền nào. Trong sự cố Đá Vélez de la Gomera vào tháng 8 năm 2012, quân đội Tây Ban Nha đã trục xuất những người Maroc nhập cư bất hợp pháp.

## Danh sách lãnh thổ
Các lãnh thổ nằm ở Bắc Phi, trên bờ biển Địa Trung Hải. Chỉ có duy nhất Đá Vélez de la Gomera có biên giới đất liền với Maroc, mặc dù ban đầu nó là một hòn đảo, nhưng do một trận động đất diễn ra vào năm 1930, hòn đảo này đã vĩnh viễn gắn liền với đất liền. Plazas de soberanía bao gồm các lãnh thổ:
| Nhóm lãnh thổ | Lãnh thổ              | Tên tiếng Tây Ban Nha       | Tọa độ địa lý                                     | Diện tích (ha) | Hình ảnh | Ghi chú |
| ------------- | --------------------- | --------------------------- | ------------------------------------------------- | -------------- | -------- | --- |
| 1             | Quần đảo Alhucemas    | Islas Alhucemas             | 35°12′54″B 3°53′47″T / 35,215°B 3,89639°T         | 4,6            |          | Có thể nhìn thấy toàn bộ quần đảo                                                                                  |
| -             | Đảo Mar               | Isla de Mar                 | 35°13′3,65″B 3°54′2,69″T / 35,21667°B 3,9°T       | 1,4            |          | |
| -             | Đảo Tierra            | Isla de Tierra              | 35°12′55,83″B 3°54′8,1″T / 35,2°B 3,9°T           | 1,7            |          | |
| -             | Đá Alhucemas          | Peñón de Alhucemas          | 35°12′48″B 3°53′21″T / 35,21333°B 3,88917°T       | 1,5            |          | Các cơ sở ở đây quản lý toàn bộ quần đảo này                                                                       |
| 2             | Quần đảo Chafarinas   | Islas Chafarinas            | 35°11′B 2°26′T / 35,183°B 2,433°T                 | 52,5           |          | Có thể nhìn thấy toàn bộ quần đảo từ xa                                                                            |
| -             | Đảo Isabel II         | Isla de Isabel II           | 35°10′55,77″B 2°25′46,9″T / 35,16667°B 2,41667°T  | 15,3           |          | Các cơ sở ở đây quản lý toàn bộ quần đảo này                                                                       |
| -             | Đảo Rey               | Isla del Rey                | 35°10′51,72″B 2°25′24,96″T / 35,16667°B 2,41667°T | 11,6           |          | Vị trí đảo (ảnh) khá mờ ngoài khơi                                                                                 |
| -             | Đảo Congreso          | Isla del Congreso           | 35°10′43,9″B 2°26′28,31″T / 35,16667°B 2,43333°T  | 25,6           |          | Với độ cao 137 m, đây là vị trí cao nhất Plazas de soberanía                                                       |
| 3             | Đá Vélez de la Gomera | Peñón de Vélez de la Gomera | 35°10′21,29″B 4°18′2,89″T / 35,16667°B 4,3°T      | 1,9            |          | Đoạn biên giới ngắn nhất thế giới giữa hai quốc gia có chủ quyền nằm tại đây (giữa Tây Ban Nha và Maroc), chỉ 85 m |

### Đôi khi được xem thuộc về Plazas de soberanía
| Nhóm lãnh thổ | Lãnh thổ    | Tên tiếng Tây Ban Nha | Tọa độ địa lý                              | Diện tích (ha) | Hình ảnh | Ghi chú                                                                                         |
| ------------- | ----------- | --------------------- | ------------------------------------------ | -------------- | -------- | ----------------------------------------------------------------------------------------------- |
| -             | Đảo Perejil | Isla Perejil          | 35°54′50″B 5°25′8″T / 35,91389°B 5,41889°T | 15,0           |          | Thuộc Plazas de soberanía nhưng do Ceuta - một thực thể không thuộc Plazas de soberanía quản lý |
| -             | Đảo Alboran | Isla de Alborán       |                                            | 7,0            |          | đôi khi được xem thuộc Plazas de soberanía, do thành phố Almería quản lý                        |

Đảo Perejil đang tranh chấp với Maroc, là một hòn đảo nhỏ không có người ở gần Ceuta, được Tây Ban Nha coi là một phần của Ceuta và không phải là một lãnh thổ thuộc Plazas de soberanía.
Đảo Alboran (Isla de Alborán), một hòn đảo nhỏ khác ở phía tây Địa Trung Hải, đôi khi cũng được xem thuộc về Plazas de soberanía. Hòn đảo cách bờ biển Châu Phi khoảng 50 km (31,05 dặm) và cách bờ biển Châu Âu 90 km (55,92 dặm), được quản lý như một phần của thành phố Almería nằm trên Bán đảo Iberia.

## Các thực thể lân cận
Thuật ngữ "Plazas de soberanía" không bao gồm các lãnh thổ Ceuta và Melilla vì đây là các thành phố tự trị.

### Sách (tiếng Tây Ban Nha)
- Alberto Ares Mateos (2018). La rueca migratoria. Tejiendo historias y experiencias de integración: Tejiendo historias y experiencias de integración. Universidad Pontificia Comillas. ISBN 9788484687320.
- Fernando Morán (1980). Una política exterior para España: una alternativa socialista. Planeta. ISBN 9788432035678.
- J. Alejandro Valle Gálvez (2007). España y Marruecos: en el centenario de la conferencia de Algeciras. Librería-Editorial Dykinson. ISBN 9788498491135.
- José Diaz de Villegas y Bustamente, José Díaz de Villegas (1962). Plazas y provincias africanas españolas. Servicio Comercial del Libro.
- Nhiều tác giả (2014). La Administración del protectorado español en Marruecos. Boletín Oficial del Estado. ISBN 9788434021068.
- Nhiều tác giả (2021). La vertebración territorial de España en la Doctrina del Consejo de Estado. Boletín Oficial del Estado. ISBN 9788434027541.
- Real Sociedad Geográfica (1901). Repertorio de las publicaciones y tareas de la Real Sociedad Geográfica.
- Tirso Echeandía, Aguilar, S.A. de Ediciones (1978). Atlas gráfico de Andalucía. Aguilar. ISBN 9788403421134.{{Chú thích sách}}:  Quản lý CS1: nhiều tên: danh sách tác giả (liên kết)